# Remigia bahamica
Remigia bahamica är en fjärilsart som beskrevs av George Francis Hampson 1913. Remigia bahamica ingår i släktet Remigia och familjen nattflyn. Inga underarter finns listade.